# Heinrich Menger

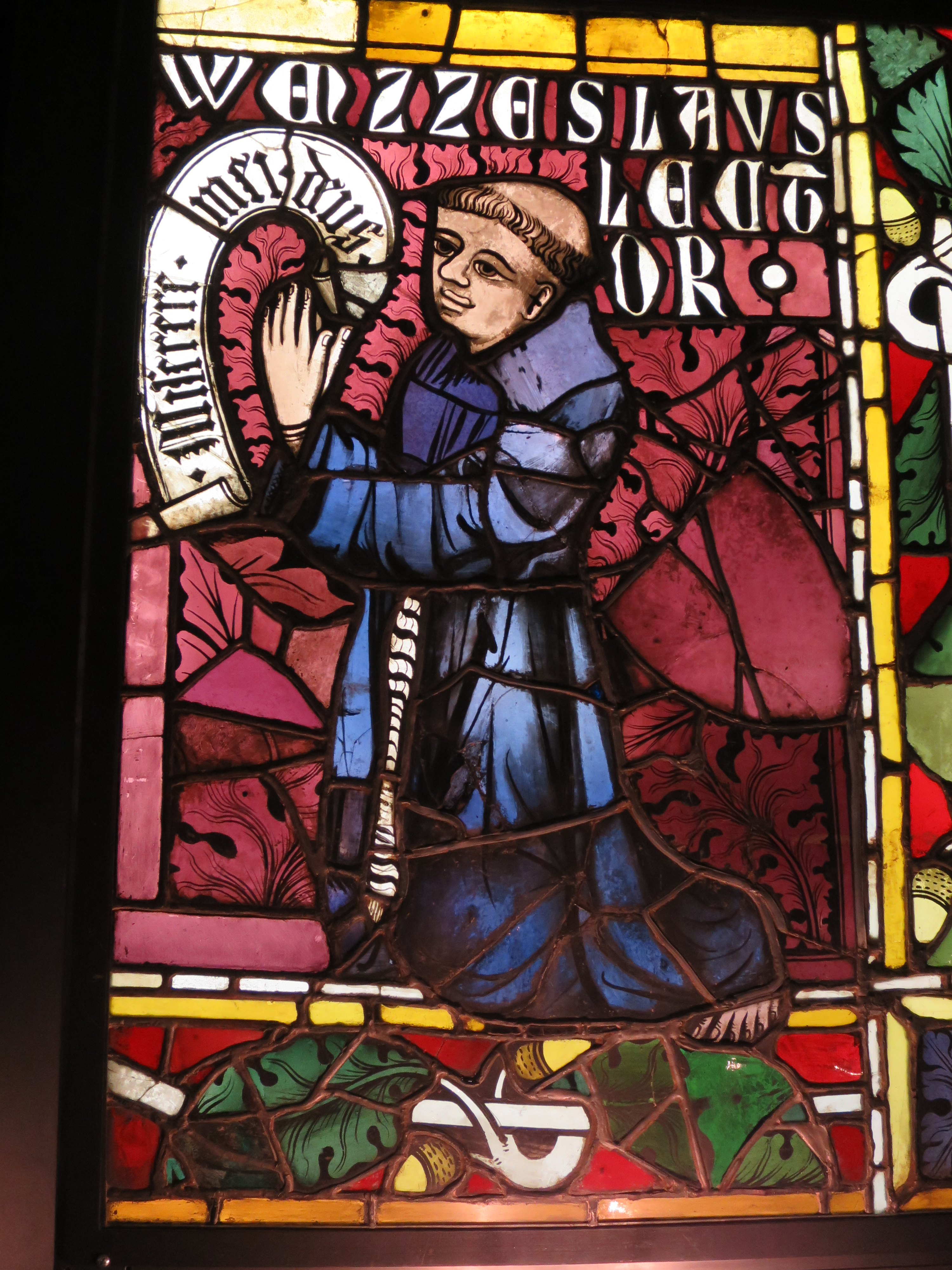
Scheibe (vor 1371) von Heinrich Menger: Der Stifter Wenzeslaus Maller (heute im Bayerischen Nationalmuseum), ursprünglich in der Regensburger Minoritenkirche

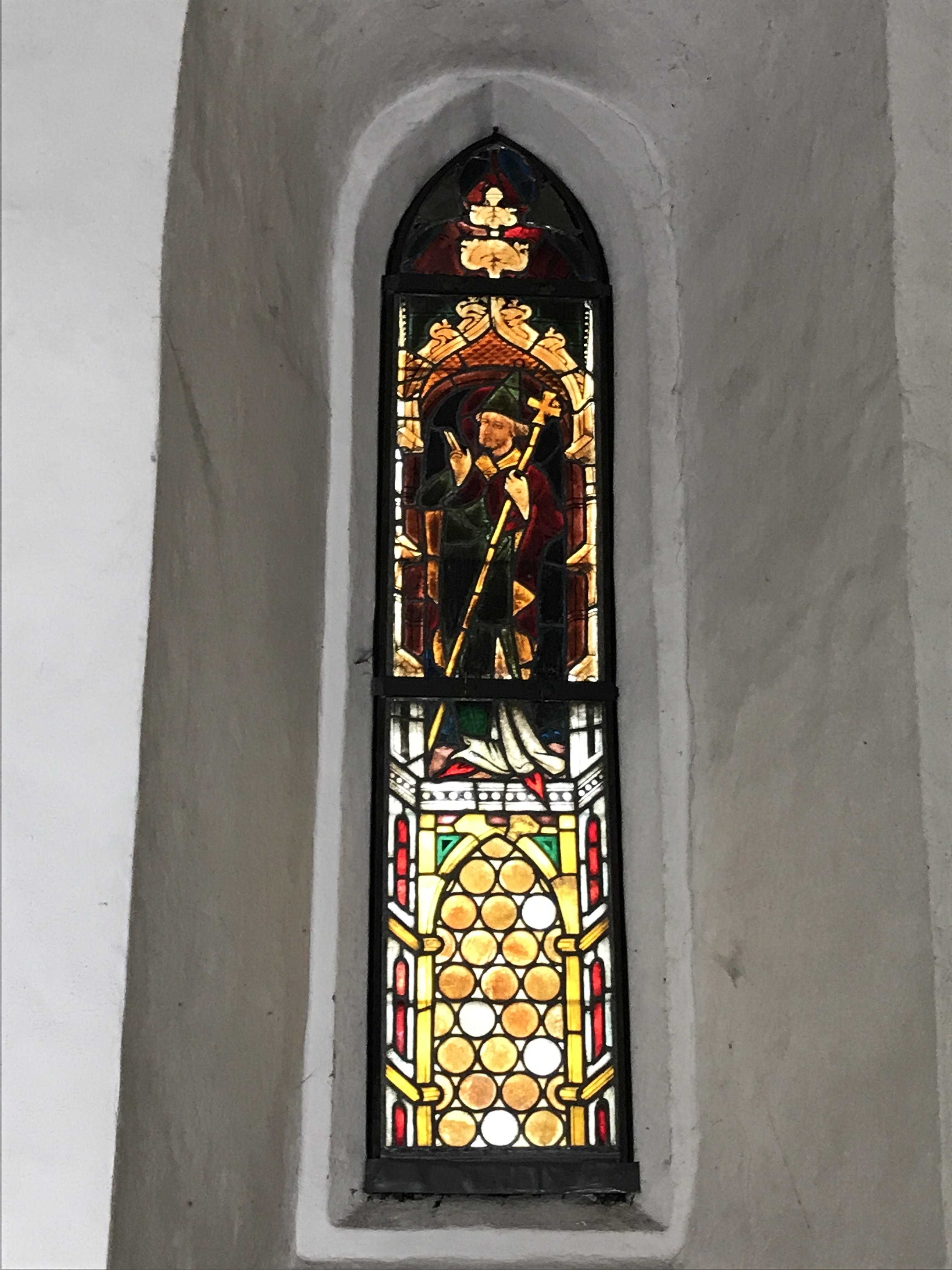
Fenster mit der Darstellung von Gregor dem Großen in der Ursulakapelle von Geisling (um 1365)

Heinrich Menger war ein Glasmaler, der in den 1360er und 1370er Jahren in Regensburg tätig war.
Er wird in einem 1372 datierten Vertrag als Domglaser in Regensburg genannt.  

## Werke (unvollständig)
- um 1365: Mehrere Fenster in der Ursulakapelle in Geisling
- 1370er Jahre: Viele Fenster im Regensburger Dom
- um 1370: Viele Fenster in der Regensburger Minoritenkirche